# Caleb Williams (Footballspieler)
Caleb Williams (geboren am 18. November 2001 in Washington, D.C.) ist ein US-amerikanischer American-Football-Spieler auf der Position des Quarterbacks. Er spielte 2022 und 2023 College Football für die USC Trojans Zuvor spielte Williams 2021 für die Oklahoma Sooners. In der Saison 2022 gewann er die Heisman Trophy als bester College-Football-Spieler. Im NFL Draft 2024 wurde Williams als Gesamterster von den Chicago Bears ausgewählt.

## Karriere
Williams besuchte die Gonzaga College High School in seiner Heimatstadt Washington, D.C. Er galt als eines der vielversprechendsten Talente seines Jahrgangs und wurde 2018 als Gatorade Football Player of the Year im District of Columbia ausgezeichnet. Aufgrund der COVID-19-Pandemie fiel die Saison 2020 an der Highschool für Williams aus.
Williams erhielt zahlreiche Stipendienangebote und ging ab 2021 auf die University of Oklahoma, um College Football für die Oklahoma Sooners zu spielen. Er ging als Backup hinter Spencer Rattler in seine erste Saison am College. Obwohl Rattler zu Saisonbeginn als einer der besten Quarterbacks der Spielzeit gehandelt wurde und als einer der Favoriten auf die Heisman Trophy galt, wurde Williams bereits am sechsten Spieltag für ihn eingewechselt, als Rattler beim Red River Showdown gegen den Erzrivalen Texas Longhorns schwache Leistungen zeigte und die Sooners mit 21 Punkte in Rückstand geraten waren, nachdem er bereits in den vorigen Spielen geschwächelt hatte und sogar teils von den eigenen Fans ausgebuht worden war. Williams gelang gegen Texas mit seinem ersten Spielzug ein Lauf über 66 Yards zu einem Touchdown, wenig später nahm er im zweiten Viertel für den Rest des Spiels Rattlers Position ein. Er erzielte insgesamt drei Touchdowns und führte die Sooners letztlich noch zu einem 54:48-Sieg. Daraufhin bestritt er das folgende Spiel gegen die TCU Horned Frogs erstmals als Starter, womit er der erste true freshman seit 1990 war, der bei den Sooners als Quarterback startete. Bei Williams’ Debüt als Starter gewannen die Sooners mit 52:31, dabei brachte er 18 von 23 Pässen für 295 Yards an und erlief weitere 66 Yards selbst. Er behielt die Position als Starting-Quarterback für den Rest der Saison inne und bestritt sieben Partien von Beginn an. Williams erzielte bei einer Passquote von 64,5 % insgesamt 1912 Yards Raumgewinn im Passspiel und warf 21 Touchdownpässe bei vier Interceptions.
Nach dem Abgang seines Head Coaches Lincoln Riley, unter dem Oklahoma zuvor mit Baker Mayfield, Kyler Murray und Jalen Hurts mehrere spätere NFL-Quarterbacks ausgebildet hatte, strebte Williams ab Januar 2022 über das Transfer Portal der NCAA den Wechsel zu einer anderen Universität an, da Riley ein wesentlicher Faktor war, aufgrund dessen er sich ursprünglich für Oklahoma entschieden hatte. Er entschied sich am 1. Februar 2022 für die USC Trojans der University of Southern California (USC), das neue Team von Riley, das zuvor mit Kedon Slovis und Jaxson Dart seine beiden besten Quarterbacks an andere Colleges verloren hatte. Er ging als Starter für die Trojans in die Saison. Er führte die Trojans zu einer Bilanz von 11-2 (nach 4–8 im Vorjahr), verpasste aber nach einer Niederlage gegen die Utah Utes den Titelgewinn in der Pacific-12-Conference. Dennoch gewann Williams die Auszeichnung als Offensive Player of the Year in der Pac-12. Neben mehreren weiteren Auszeichnungen für seine individuellen Leistungen wurde er mit der Heisman Trophy als bester College-Football-Spieler der Saison geehrt.
In der Saison 2023 konnte Williams hinter einer schwachen Offensive Line nicht an seinen Erfolg aus der Vorsaison anknüpfen und verlor mit seinem Team fünf von zwölf Spielen, verzeichnete aber mit 303 Yards Raumgewinn pro Spiel einen ähnlichen Wert wie 2022 und mit 170,1 ein besseres Passing Efficiency Rating. Im Januar 2024 gab Williams seine Anmeldung für den NFL Draft bekannt.
Im NFL Draft 2024 wurde Williams als Gesamterster von den Chicago Bears ausgewählt. Williams kam in seiner ersten Saison in der NFL  auf 20 Touchdowns bei nur 6 Interceptions bei 562 Passversuchen. Mit seinem Quarterback Rating von 87,8 und 3541 geworfenen Yards stellte er neue Rookie-Rekorde für die Bears auf. Dennoch verlief die Saison für die Chicago Bears enttäuschend. Man schloss die Saison mit einer 5:12-Bilanz abgeschlagen auf dem letzten Platz der NFC North ab.

## NFL-Statistiken
| Jahr   | Team   | Spiele | als Starter | Passspiel | Passspiel | Passspiel | Passspiel | Passspiel | Passspiel | Laufspiel | Laufspiel | Laufspiel | Laufspiel |
| Jahr   | Team   | Spiele | als Starter | Comp–Att  | Comp%     | Yards     | TD        | INT       | QB Rtg    | Läufe     | Yards     | Schnitt   | TD        |
| ------ | ------ | ------ | ----------- | --------- | --------- | --------- | --------- | --------- | --------- | --------- | --------- | --------- | --------- |
| 2024   | Bears  | 17     | 17          | 352–562   | 62,5      | 3541      | 20        | 6         | 87,8      | 81        | 489       | 6,0       | 0         |
| Gesamt | Gesamt | 17     | 17          | 352–562   | 62,5      | 3541      | 20        | 6         | 87,8      | 81        | 489       | 6,0       | 0         |

Quelle: pro-football-reference.com